# Dřenice
Dřenice (německy Drenitz) jsou obec v okrese Chrudim v Pardubickém kraji. Žije zde 415 obyvatel.

## Geografie
Ve vzdálenosti pět kilometrů jižně leží město Chrudim, šest kilometrů severně statutární město Pardubice, čtrnáct kilometrů severozápadně město Přelouč a 21 kilometrů severovýchodně město Holice.

## Historie
Okolní krajina byla osídlena již v pravěku. Na severním okraji vesnice bylo doloženo sídliště z doby laténské. Na poli byly pozorovány stopy rozoraných objektů a nalezeny střepy keramiky, železná strusky a mazanice.
První písemná zmínka o obci pochází z roku 1381.

## Obyvatelstvo
| Rok            | 1869 | 1880 | 1890 | 1900 | 1910 | 1921 | 1930 | 1950 | 1961 | 1970 | 1980 | 1991 | 2001 | 2011 | 2021 |
| -------------- | ---- | ---- | ---- | ---- | ---- | ---- | ---- | ---- | ---- | ---- | ---- | ---- | ---- | ---- | ---- |
| Počet obyvatel | 569  | 691  | 700  | 602  | 567  | 546  | 523  | 485  | 433  | 385  | 350  | 321  | 308  | 359  | 430  |
| Počet domů     | 82   | 81   | 80   | 80   | 80   | 84   | 91   | 115  | 107  | 112  | 101  | 115  | 116  | 126  | 152  |

## Obecní správa
Mezi lety 1850–1964 byly Dřenice obcí v okrese Chrudim. Od 14. června 1964 do 31. prosince 1973 patřily jako část obce k Dřenicím-Třibřichům. Od 1. ledna 1974 do 28. února 1990 patřily jako část obce k Bylanům a od 1. března 1990 jsou opět samostatnou obcí.

### Obecní symboly
Znak a vlajka byly obci uděleny rozhodnutím předsedy Poslanecké sněmovny Parlamentu České republiky dne 12. prosince 2008.

## Osobnosti
- Wilhelm Jerusalem (1854–1923), rakouský sociolog a filozof